# Gmina zbiorowa Eilsen
Gmina zbiorowa Eilsen (niem. Samtgemeinde Eilsen) – gmina zbiorowa położona w niemieckim kraju związkowym Dolna Saksonia, w powiecie Schaumburg. Siedziba gminy zbiorowej znajduje się w miejscowości Bad Eilsen.

## Podział administracyjny
Do gminy zbiorowej Eilsen należy pięć gmin:
1. Ahnsen
2. Bad Eilsen
3. Buchholz
4. Heeßen
5. Luhden